# (4859) Fraknoi
(4859) Fraknoi es un asteroide perteneciente al cinturón de asteroides, descubierto el 7 de octubre de 1986 por Edward Bowell desde la Estación Anderson Mesa (condado de Coconino, cerca de Flagstaff, Arizona, Estados Unidos).

## Designación y nombre
Designado provisionalmente como 1986 TJ2. Fue nombrado Fraknoi en honor al astrónomo Andrew Fraknoi con motivo de su renuncia como director ejecutivo de la Sociedad Astronómica del Pacífico.

## Características orbitales
Fraknoi está situado a una distancia media del Sol de 2,272 ua, pudiendo alejarse hasta 2,580 ua y acercarse hasta 1,963 ua. Su excentricidad es 0,135 y la inclinación orbital 6,412 grados. Emplea 1250 días en completar una órbita alrededor del Sol.

## Características físicas
La magnitud absoluta de Fraknoi es 13,6. Tiene 6,937 km de diámetro y su albedo se estima en 0,147.